# Damian Michalski
Damian Michalski, né le 17 mai 1998 à Bełchatów en Pologne, est un footballeur polonais qui évolue au poste de défenseur central au Greuther Fürth.

## Biographie

### Débuts professionnels
Né à Bełchatów en Pologne, Damian Michalski est formé par le club de sa ville natale, le GKS Bełchatów. Le club évolue alors en deuxième division lorsqu'il fait sa première apparition en professionnelle, le 5 juin 2016 face au Bytovia Bytów, en championnat. Il entre en jeu à la place de Seweryn Michalski (en) et son équipe s'impose (5-1). Le club est toutefois relégué en troisième division à l'issue de la saison.

### Wisła Płock
Le 1er juillet 2019, Damian Michalski s'engage avec le Wisła Płock, l'accord a été conclu quelques mois auparavant mais est devenu officiel ce jour-là. Il découvre alors la première division polonaise, jouant son premier match sous ses nouvelles couleurs dans cette compétition, le 4 août 2019, face au Lechia Gdańsk. Il est titularisé lors de cette rencontre perdue par son équipe (1-2). Il inscrit son premier but le 22 septembre 2019, face au Wisła Cracovie, en championnat. Cette réalisation permet à son équipe de s'imposer ce jour-là (2-1).
Le 18 janvier 2020, il prolonge son contrat avec le Wisła Płock jusqu'en juin 2023.

### Greuther Fürth
Le 29 août 2022, Damian Michalski rejoint l'Allemagne pour s'engager en faveur de Greuther Fürth. Il signe un contrat de trois ans plus une année en option.
Michalseki inscrit son premier but pour Greuther Fürth le 11 septembre 2022 contre le 1. FC Magdebourg, en championnat. Il marque le but égalisateur mais ne peut empêcher la défaite des siens (2-1 score final). Il marque de nouveau lors de la journée suivante, le 18 septembre, face au SC Paderborn 07. Il ouvre le score de la tête sur un service de Simon Asta et contribue à la victoire de son équipe par deux buts à un.